# Karen Sehested
Karen Sehested, född 1606, död 1672, var en dansk hovfunktionär. Hon var hovmästarinna vid det danska hovet 1631-1634. Hon hade också ansvaret för kungabarnen. Hon omämns i Leonora Christinas memoarer Jammers Minde. 

## Biografi
Karen Sehested var dotter till ståthållarne på Ösel, Claus Maltesen Sehested (1558–1612), och Anne Nielsdatter Lykke (1568–1645), och var syster till Hannibal Sehested och Malte Sehested. Hon gifte sig 1628 med Tyge Kruse til Stenalt (1604-1629) och 1641 med Jørgen Seefeld til Visborg (1606-1666).
Sehested anställdes 1631 som hovmästarinna med ansvaret för kungens barn i hans äktenskap med Kirsten Munk. Hennes uppgift var svårt på grund av spänningarna under kungens morganatiska äktenskap. Leonora Christina beskrev henne i sina memoarer som mycket sträng. Hennes relation till den senare Fredrik III var dock god. Hon avskedades av kungen 1634 sedan hans barn hade klagat över hennes hårda disciplin och misshandel. 
Året därpå blev hon fostermor åt sin systerson, generalamiral Niels Juel. Hon ärvde 1649 Stenalt och Åstrup av sin son.